# オポーチカ
座標: 北緯56度43分 東経28度39分 / 北緯56.717度 東経28.650度

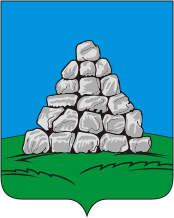
オポーチカの紋章

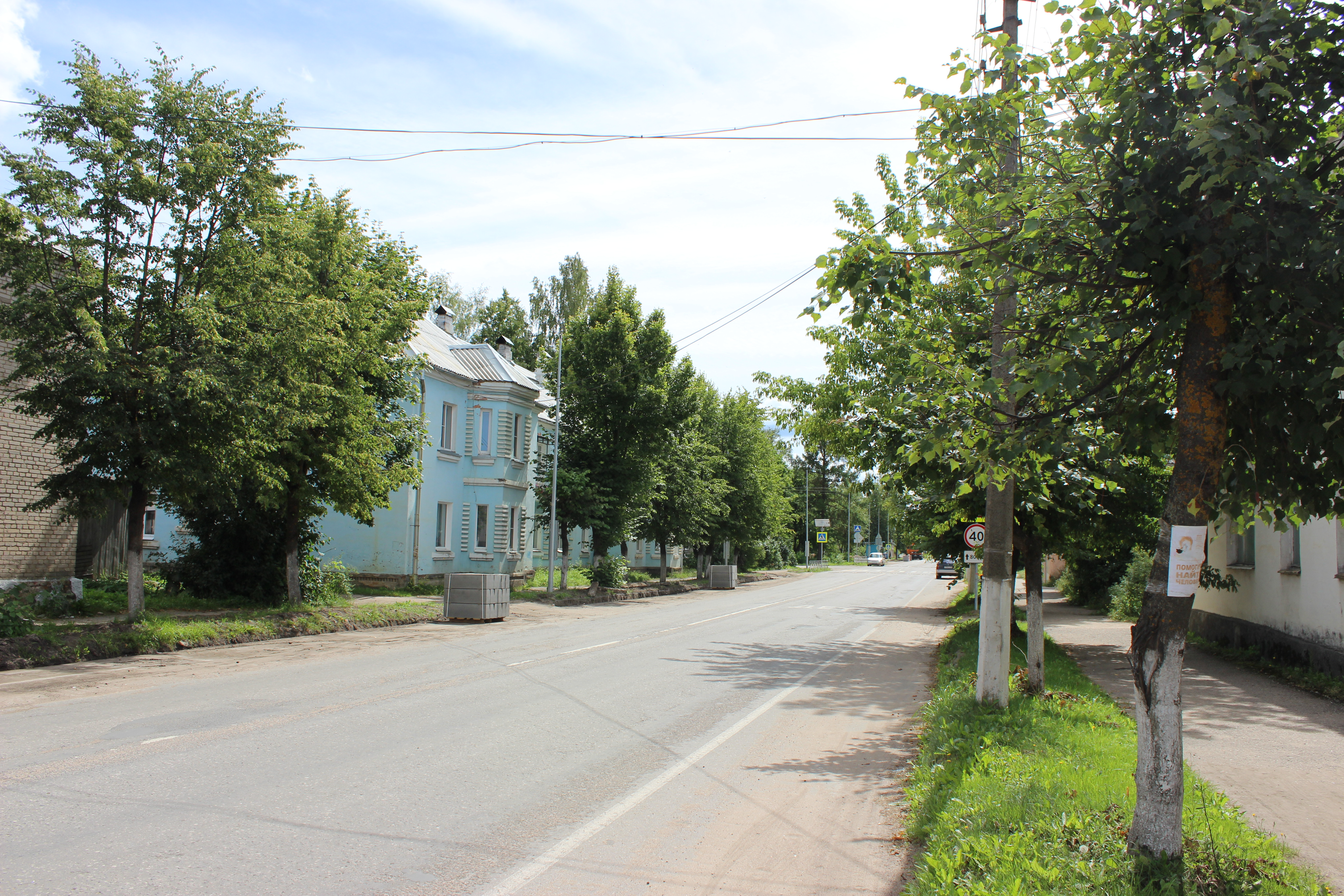

オポーチカ（ロシア語: Опочка, Opochka）は、ロシア北西部のプスコフ州にある町。人口は9,928人（2021年）。ヴェリーカヤ川沿いの町で、下流の州都プスコフは北へ130kmの位置にある。鉄道は通っていないが、サンクトペテルブルクからネヴェリを結びベラルーシ、ウクライナ（キエフ、オデッサ）へ至るロシア連邦道路R23が走る。

## 歴史
オポーチカはプスコフ公国の年代記の1414年の条に初出する。プスコフ公国はこの年、1406年にリトアニア大公ヴィータウタスが砦を築いた場所に、南部国境の新たな守りとなるオポーチカの要塞（クレムリン）を建てた。1426年にはリトアニア軍、1427年にはドイツ騎士団の攻囲を受け、16世紀後半のリヴォニア戦争ではロシアの銃兵隊ストレリツィが拠点を構えた。
18世紀にはロシア帝国がバルト海へ進出し、オポーチカは国境の町としての重要性を失った。1777年にはエカチェリーナ2世による改革で市の地位を与えられ、18世紀から19世紀にかけてプスコフ県における最大級の工芸・交易の町となり大きな市が立った。
第二次世界大戦ではオポーチカはドイツ軍に1941年7月8日に占領され、1944年7月15日に赤軍の反攻で奪回・解放された。
現在のオポーチカには15世紀の要塞の土壁、18世紀半ばの監獄や政府建物など、19世紀半ばの商家や倉庫などの町並みが残る。近郊にはロシア宮廷のためのタペストリー・カーペット工場があった。主な産業は建材、食品、繊維など。